# جوئل جانسون (بازیکن فوتبال)
جوئل جانسون (انگلیسی: Joel Johnson؛ زادهٔ ۲۰ سپتامبر ۱۹۹۲) بازیکن فوتبال اهل اسپانیا است.
از باشگاه‌هایی که در آن بازی کرده‌است می‌توان به باشگاه فوتبال رئال مادرید سی و باشگاه فوتبال والنسیا اشاره کرد.
وی همچنین در تیم ملی فوتبال لیبریا بازی کرده‌است.